# 楊丞琳
楊丞琳（英語： Rainie Yang Cheng Lin，1984年6月4日—），臺灣女歌手、演員、主持人。是四大教主中的「可愛教主」，之後在演藝上各方面發展皆有所涉獵，並達成了三金藝人的條件（金鐘得獎；金馬、金曲入圍），被譽為「全能天后」。

## 早年生活
楊丞琳生於臺北市北投區，籍貫廣東合浦（今广西北海市合浦县）。高中就讀華岡藝校。其家庭為單親家庭，與母親和姊姊相依為命，因家庭負債累累，所以年少時就幫忙還債。
1997年因為父母離異，母親背上債務。而楊丞琳從小就有當藝人的夢想，因此她訂下目標，為夢想奮鬥不懈。但參加各種選秀和比賽幾乎都屢戰屢敗，不久後，楊丞琳終於在“健康美少女”的選拔中表現優異並晉級決賽。
1999年5月，楊丞琳就讀北安國中時，參與臺北市政府舉辦的「臺北市反毒化妝才藝競賽」，並如願一舉奪下冠軍。同年與經紀公司簽約，經紀公司安排錄音並紀錄過程，再讓音樂人與製作人評價，但她幾乎都是得到否定她的評語，令她印象最深的是當時有製作人說「我一定不會給妳出唱片」、「這個楊丞琳我一看她的外型就不覺得她是能栽培的」等等如此極差的評價使當時只有十幾歲的她大受打擊，當場在節目中落淚。

## 職業生涯

### 4 in Love
2000年楊丞琳加入女團4 in Love出道，該女團曾發行過二張專輯，最終於2002年解散。
2001年楊丞琳成功獲得了偶像劇鼻祖之作流星花園的演出，在裡面飾演配角並獲得關注，之後楊丞琳換了經紀公司，也參加各種節目主持和戲劇演出。主持方面，我猜我猜我猜猜猜成為她的主持代表作，在一系列的曝光中累積了人氣。

### 可愛教主
2005年由楊丞琳主演的電視劇惡魔在身邊播出後大受歡迎，這部劇成為她的戲劇代表作之一。同年發行首張專輯曖昧，同專輯名主打歌《曖昧》成為她的歌曲代表作，該專輯不但得到白金唱片銷量的認證，最終也在亞洲熱銷大約一百五十萬張。楊丞琳在這一年成功走紅，在音樂、戲劇方面皆有不錯的成績，而當時的少女們也會模仿楊丞琳的穿著打扮和言行舉止，其可愛的形象也讓她被譽為「可愛教主」，成為台灣四大教主之一。
2006年發行第二張專輯遇上愛，專輯最終在亞洲熱銷大約一百二十萬張，專輯中的《左邊》獲得不錯的迴響。年中參與其主演的電影刺青拍攝，而由她演唱的主題曲《小茉莉》入圍第44屆金馬獎“最佳原創電影歌曲”。
前兩張個人專輯曖昧、遇上愛也在IFPI香港唱片銷量大獎頒獎禮2005、IFPI香港唱片銷量大獎頒獎禮2006相繼奪得“十大國語唱片”的獎項。
2007年主演的電視劇換換愛播出，該劇令楊丞琳在隔年入圍第43屆金鐘獎戲劇節目女主角獎。同年發行第三張專輯任意門，並以“水母頭”造型掀起潮流。
2008年主演的電視劇不良笑花播出，突破形象的演出備受矚目。同年發行第四張專輯半熟宣言，專輯主打歌《帶我走》成為她的歌曲代表作。
2009年主演的電視劇愛就宅一起、海派甜心相繼播出；同時她也參與電影童眼的拍攝，許多的戲劇作品也使她的人氣跟知名度更加提升。

### 全方位涉獵
2010年第五張專輯Rainie & Love...? 雨愛發行，該專輯在亞洲熱銷大約一百萬張，專輯主打歌《雨愛》、《匿名的好友》成為她的歌曲代表作。同年4月開啟首輪巡演《異想天開世界巡迴演唱會》，並發行同名新歌+精選輯。同年10月，楊丞琳以海派甜心奪下第45屆金鐘獎戲劇節目女主角獎，也成為她的電視劇代表作之一。
2011年主演的電視劇《醉後決定愛上你》播出。同年7月發行第六張專輯仰望，在曲風、造型上進行大調整，從這張專輯開始她也徹底轉型。
2012年發行第七張專輯想幸福的人，同年年底展開《為愛啟丞世界巡迴演唱會》，本次巡演橫跨兩大洲，不僅有亞洲的場次還有北美洲的場次，巡演首站在香港紅磡體育館連開三場，三場迅速售光，創下了3萬人票房和6000萬票房收入的紀錄，巡演最終場在美國大西洋城舉辦，票房也不錯，而本次巡演也是楊丞琳首度到西方國家舉辦個人演唱會。
2013年發行第八張專輯天使之翼，該專輯也奪下六十餘座排行榜冠軍和銷量榜冠軍。
2014年加盟百代唱片，主演電視劇《一見不鍾情》，而主演的電影《極光之愛》受邀當第51屆金馬獎開幕片。同年底發行第九張專輯雙丞戲，專輯中許多主打歌的MV都在YouTube突破千萬點閱率。
2016年發行第十張專輯年輪說，專輯同名主打歌《年輪說》成為歌曲代表作。同年主演的電視劇植劇場－荼蘼播出，該劇也讓楊丞琳入圍第52屆金鐘獎戲劇節目女主角獎，也成為她的電視劇代表作之一。年底參加綜藝節目蒙面唱將猜猜猜，在節目播出後得到熱烈迴響，也證明她的歌唱實力。
2017年主演的電影紅衣小女孩2上映，而紅衣小女孩2也成為她的電影代表作。同年發布單曲《青春住了誰》，並展開新巡演《青春住了誰世界巡迴演唱會》，首場門票開賣6分鐘即售光。
2019年發行第十一張專輯刪·拾 以後，楊丞琳從專輯概念、向音樂人邀歌到歌曲的風格和想法都全權主導。
2020年擔任女團選秀節目菱格世代DD52的導師，同年發行第十二張專輯LIKE A STAR，並在出道20週年之際展開她演藝生涯第四輪巡演《Like A Star世界巡迴演唱會》，前三場臺北小巨蛋場門票開賣不久即秒殺售光。
2021年參與乘風破浪的姐姐2，並於第三場公演踢館成功，最終以第三名成團。
2022年，参加东方卫视音乐竞演综艺节目《我们的歌》第四季。
2023年重啟《Like A Star世界巡迴演唱會》。
2024年參加湖南衛視真人秀音樂類比賽《歌手2024》。
2025年，出道20週年的第四輪巡演《Like A Star 世界巡迴演唱會》以44場的紀錄收官結束，本次巡演橫跨兩大洲，北美洲的美國場次有三站，分別在洛杉磯、雷諾、大西洋城舉辦，而巡演最終站在6月7日於重慶收官結束。

## 慈善公益
2008年四川大地震，楊丞琳與蔡依林、羅志祥合捐100萬人民幣。
2013年台灣世界展望會第25屆飢餓三十人道救援行動代言人楊丞琳與潘瑋柏受公益團體邀請前往西非的尼日共和國拜訪當地長期飽受缺糧之苦的弱勢兒童與家庭。藉由透過自己所看到的糧荒真相去呼籲更多台灣人民踴躍參與捐款，幫助他人讓他們的生活得以改善。
其作品《刺青》、《想幸福的人》和《天使之翼》多次為LGBT發聲。於2016年8月，與眾多明星為LGBT族群爭取3婚姻平權。
花蓮地震捐了100萬台幣。她也多次為公益活動站台呼籲大眾捐款及幫助獨居老人、憨兒、弱勢家庭及流浪毛小孩。
在2019年6月1日舉辦了「#LRF 35歲生日音樂會」與粉絲見面交流，還把門票收入的一半全數捐給了「流浪動物之家」。
2021年7月21日，楊丞琳與李榮浩共同為河南抗洪捐款100萬人民幣。

## 個人生活
楊丞琳就讀華岡藝校時曾與藝人黃鴻升交往，兩人戀情維持2年。2001-2003年，与阿Ben交往近2年。2003年，杨丞琳与邱泽合拍《原味的夏天》相恋。但她后来称男方性格阴郁古怪，是历任男友中最差者：“这是一段不被祝福的恋情，身边的人都不希望我们在一起；交往8个月，我和他见面不到10次。”杨丞琳传短信提分手，邱泽半个月后才约见面同意分手。二人在分開後15年都一直沒有往來，直到2018年才因為共同出席第20屆台北電影獎，楊丞琳主動在後台恭喜剛獲影帝的邱澤，兩人才正式破冰。
2004年，与李易交往半年。2005-2006年，杨丞琳与合拍《恶魔在身边》的元骏豪交往。1年半后男方家长希望两人结婚，但刚因《暧昧》爆红的她认为年纪尚轻，选择冲刺事业而分手。2011年10月，王阳明被拍到两度出入杨丞琳家，11月两人在桃园机场搭机飞纽约。恋情因曝光在两个月内夭折。2012年，楊丞琳被媒體報導與邱勝翊談戀愛，2013年被曝同遊夏威夷。2014年，雙方因工作繁忙、聚少離多而正式分手。
2015年，中國大陸歌手李榮浩在新浪微博貼出與楊丞琳的合照。2017年9月16日，杨丞琳与李榮浩正式公开恋情。2019年7月11日，李榮浩於個人臉書公布，在自己34歲生日當天，向楊丞琳求婚成功。9月17日，兩人正式結婚，並到位于安徽合肥的安徽省民政厅登記。

## 音樂作品
- 《曖昧》（2005）
- 《遇上愛》（2006）
- 《任意門》（2007）
- 《半熟宣言》（2008）
- 《雨愛》（2010）
- 《仰望》（2011）
- 《想幸福的人》（2012）
- 《天使之翼》（2013）
- 《雙丞戲》（2014）
- 《年輪說》（2016）
- 《刪·拾 以後》（2019）
- 《Like a Star》（2020）

## 巡迴演唱會

### 巡迴演唱會
| 場次 | 日期           | 城市   | 場館             |
| ---- | -------------- | ------ | ---------------- |
| 1    | 2010年4月24日  | 台北   | 台北小巨蛋       |
| 2    | 2010年10月16日 | 新加坡 | 新加坡室內體育館 |

| 場次 | 日期           | 城市     | 場館                                       |
| ---- | -------------- | -------- | ------------------------------------------ |
| 1    | 2012年12月14日 | 香港     | 紅磡體育館                                 |
| 2    | 2012年12月15日 | 香港     | 紅磡體育館                                 |
| 3    | 2012年12月16日 | 香港     | 紅磡體育館                                 |
| 4    | 2013年1月12日  | 新加坡   | 新加坡博覽中心                             |
| 5    | 2013年3月23日  | 台北     | 台北小巨蛋                                 |
| 6    | 2013年6月29日  | 雲頂     | 雲頂雲星劇場                               |
| 7    | 2013年7月20日  | 上海     | 上海大舞台                                 |
| 8    | 2013年10月19日 | 澳門     | 金光綜藝館                                 |
| 9    | 2014年9月21日  | 大西洋城 | Caesars Casino AC - Circus Maximus Theater |

| 場次 | 日期           | 城市   | 場館                     |
| ---- | -------------- | ------ | ------------------------ |
| 1    | 2017年12月16日 | 台北   | 台北小巨蛋               |
| 2    | 2017年12月17日 | 台北   | 台北小巨蛋               |
| 3    | 2018年2月24日  | 香港   | 紅磡體育館               |
| 4    | 2018年2月25日  | 香港   | 紅磡體育館               |
| 5    | 2018年5月20日  | 廣州   | 廣州國際體育演藝中心     |
| 6    | 2018年8月4日   | 成都   | 四川省體育館             |
| 7    | 2018年8月25日  | 北京   | 五棵松體育館             |
| 8    | 2018年10月6日  | 高雄   | 高雄巨蛋                 |
| 9    | 2018年10月13日 | 武漢   | 武漢光谷國際網球中心     |
| 10   | 2018年10月27日 | 杭州   | 黃龍體育中心體育館       |
| 11   | 2019年5月4日   | 澳門   | 金光綜藝館               |
| 12   | 2019年6月22日  | 南寧   | 廣西體育中心體育館       |
| 13   | 2019年7月20日  | 佛山   | 佛山國際體育文化演藝中心 |
| 14   | 2019年11月2日  | 吉隆坡 | 亞通體育館               |
| 15   | 2019年11月9日  | 新加坡 | 星宇表演藝術中心         |
| 16   | 2019年12月7日  | 蘇州   | 蘇州奧體中心體育館       |
| 17   | 2019年12月28日 | 紹興   | 紹興市奧體中心體育館     |

| 場次 | 日期           | 城市     | 場館                            | 嘉賓      | 備註         |
| ---- | -------------- | -------- | ------------------------------- | --------- | ------------ |
| 1    | 2020年11月6日  | 台北     | 台北小巨蛋                      | 吳青峰    |              |
| 2    | 2020年11月7日  | 台北     | 台北小巨蛋                      | 王心凌    |              |
| 3    | 2020年11月8日  | 台北     | 台北小巨蛋                      | 李榮浩    | 視訊形式     |
| 4    | 2023年6月17日  | 台北     | 台北小巨蛋                      | 4 in Love | 重啟首站     |
| 5    | 2023年6月18日  | 台北     | 台北小巨蛋                      |           | 重啟首站     |
| 6    | 2023年8月26日  | 廣州     | 廣州體育館1號館                 | 周筆暢    |              |
| 7    | 2023年9月2日   | 濟南     | 濟南奧林匹克體育中心體育館      |           |              |
| 8    | 2023年9月9日   | 蘇州     | 蘇州奧體中心體育館              |           |              |
| 9    | 2023年9月24日  | 成都     | 成都鳳凰山體育公園綜合體育館    | 李斯丹妮  |              |
| 10   | 2023年10月21日 | 武漢     | 武漢體育中心體育館              |           |              |
| 11   | 2023年10月28日 | 湛江     | 湛江奧林匹克體育中心綜合訓練館  |           |              |
| 12   | 2023年11月18日 | 無錫     | 無錫體育中心體育館              |           |              |
| 13   | 2023年11月25日 | 重慶     | 華熙文化體育中心                |           |              |
| 14   | 2023年12月2日  | 深圳     | 深圳灣體育中心體育館            | 張遠      |              |
| 15   | 2023年12月9日  | 鄭州     | 鄭州奧林匹克體育中心體育館      |           |              |
| 16   | 2023年12月23日 | 北京     | 北京國家體育館                  |           |              |
| 17   | 2023年12月30日 | 福州     | 福州海峽奧林匹克綜合館          |           |              |
| 18   | 2024年1月6日   | 上海     | 梅賽德斯-奔馳文化中心           | 陳綺貞    |              |
| 19   | 2024年1月13日  | 澳門     | 銀河綜藝館                      | 詹雯婷    |              |
| 20   | 2024年1月27日  | 紹興     | 紹興奧體中心阿里巴巴文娛體育館  |           |              |
| 21   | 2024年3月23日  | 佛山     | 佛山國際體育文化演藝中心        |           |              |
| 22   | 2024年4月13日  | 泉州     | 晉江第二體育中心體育館          |           |              |
| 23   | 2024年4月20日  | 寧波     | 寧波奧林匹克體育中心體育館      |           |              |
| 24   | 2024年5月3日   | 青島     | 青島市民健身中心體育館          |           |              |
| 25   | 2024年5月19日  | 天津     | 天津奧林匹克中心體育館          |           |              |
| 26   | 2024年6月1日   | 合肥     | 合肥少荃體育中心                |           | 生日特別場   |
| 27   | 2024年6月8日   | 東莞     | 東莞銀行籃球中心                |           |              |
| 28   | 2024年6月15日  | 廈門     | 廈門奧林匹克體育中心-鳳凰體育館 |           |              |
| 29   | 2024年7月13日  | 太原     | 山西瀟河國際會展中心            |           |              |
| 30   | 2024年7月27日  | 吉隆坡   | 亞通體育館                      |           |              |
| 31   | 2024年9月21日  | 杭州     | 杭州奧體中心體育館              |           |              |
| 32   | 2024年11月2日  | 成都     | 成都鳳凰山體育公園綜合體育館    |           | 返場         |
| 33   | 2024年11月16日 | 長沙     | 湖南國際會展中心D廳·芒果館      |           | 出道紀念日場 |
| 34   | 2024年12月14日 | 廣州     | 寶能廣州國際體育演藝中心        |           | 返場         |
| 35   | 2024年12月22日 | 南寧     | 廣西體育中心體育館              |           |              |
| 36   | 2025年1月25日  | 上海     | 梅賽德斯-奔馳文化中心           | 潘瑋柏    | 返場         |
| 37   | 2025年3月8日   | 深圳     | 深圳體育中心體育館              |           | 返場         |
| 38   | 2025年3月22日  | 北京     | 北京國家體育館                  |           | 返場         |
| 39   | 2025年4月26日  | 寧波     | 寧波奧林匹克體育中心體育館      |           | 返場         |
| 40   | 2025年5月4日   | 香港     | 亞洲國際博覽館AsiaWorld-Arena   |           |              |
| 41   | 2025年5月23日  | 洛杉磯   | Pechanga Resort Casino          |           |              |
| 42   | 2025年5月25日  | 雷諾     | 雷諾活動中心                    |           |              |
| 43   | 2025年5月31日  | 大西洋城 | 博加塔活動中心                  |           |              |
| 44   | 2025年6月7日   | 重慶     | 華熙文化體育中心                |           | 返場暨收官場 |

### 單場演唱會、粉絲見面會、其他歌友會、音樂會等等
| 年份   | 單場演唱會、粉絲見面會、其他歌友會、音樂會等等 |
| ------ | --- |
| 2005年 | - 10月15日 暧昧零距離慶功演唱會 |
| 2006年 | - 5月22日 遇上愛慶功演唱會 - 8月5日 開心慶祝泡泡派對迷你演唱會－香港 |
| 2007年 | - 10月27日 任意門慶功演唱會 - 11月12日 北京搜狐歌友會 - 11月14日 上海歌友會 - 12月2日 新加坡歌友會 |
| 2008年 | - 12月21日 半熟宣言慶功演唱會 ( 嘉賓 : 黃義達、潘瑋柏 ) - ??月??日 半熟宣言音樂會－新加坡 - 12月26日 天津歌友會 - 12月26日 溫州歌友會 - 12月27日 上海歌友會 |
| 2010年 | - 1月21日 成都雨愛歌友會 - 2月6日 Live Concert－西門町大河岸演唱會 |
| 2011年 | - 9月25日 仰望Legacy live concert重新認識我演唱會（嘉宾：庾澄庆） |
| 2012年 | - 4月15日連續兩場 東京粉絲見面會 （日本桥三井ホール） - 5月18日 石家莊歌友會 - 8月3日 Neo Studio 「想幸福的人」不插電音樂會 （嘉賓：陶喆） - 9月22日 Neo Studio 「mii想幸福的人」新歌售票演唱會 第一場 （嘉賓：蔡健雅 合唱：拋物線） - 9月23日 Neo Studio 「mii想幸福的人」新歌售票演唱會 第二場 （嘉賓：徐佳瑩 合唱：極限） - 9月23日 Neo Studio 「mii想幸福的人」新歌售票演唱會 第三場 - 11月4日 北京咪咕歌友會 |
| 2013年 | - 8月17日 Show Box 「天使之翼」新歌發表音樂會 |
| 2014年 | - 11月25日 「雙丞戲」聽歌會 - 12月27日 「雙丞戲」音樂劇 （嘉賓：王心凌 合唱：匿名的好友） |
| 2015年 | - 1月23日 澳門星聚星際演唱會 - 3月7日 马来西亚双丞戏音樂會 - 3月21日 新加坡双丞戏音樂會 - 6月13日 台北2015 Legacy都市女聲 - 6月14日 台中2015 Legacy都市女聲 - 10月31日 深圳YY玩唱演唱會 |
| 2016年 | - 10月22日 「今晚 沒有觀眾」新歌演唱會 |
| 2019年 | - 6月1日 「LRF 」生日音樂會 @ATT SHOW BOX - 12月15日 《來了絕對不可惜》音樂分享會 |
| 2025年 | - 3月15日 澳門「Another STAR」限定演唱會 @ 威尼斯人綜藝館 |

### 群星演唱會
| 年份   | 群星演唱會 |
| ------ | --- |
| 2005年 | - V power音樂神話演唱會 - 台北最high新年城-2006跨年晚會 - 臺中跨年演唱會 |
| 2006年 | - 聖約翰大學，校園演唱會 - 醒吾技術學院，校園演唱會 - 「台北最HIGH新年城」跨年晚會 - 臺中跨年演唱會 - MTV封神榜萬人演唱會 - le party 台中樂派對演唱會 - 東風「九大行星」演唱會 - 志願北京演唱會 - 馬來西亞夏日八度演唱會 |
| 2007年 | - 彰化師範大學，校園演唱會 - 臺中跨年演唱會 - 「媽祖之光」綜藝晚会 - TVBS-G十五周年演唱會 - 桃園跨年演唱會 - 東風「濃情蜜意－不能沒有你」演唱會 |
| 2008年 | - 親民技術學院，校園演唱會 - 興國管理學院，校園演唱會 - 弘光科技大學，校園演唱會 - 正修科技大學，校園演唱會 - 昆山科技大學，校園演唱會 - 康熙「感恩的心」上海演唱會 - 「愛情公寓－感恩的心」上海演唱會 - V power「愛‧樂」演唱會 (擔任愛心音樂大使) - 馬來西亞夏日八度演唱會 |
| 2009年 | - 只愛臺中跨年演唱會 - 東海大學，校園演唱會 - 基隆市跨年play演唱會 - 花蓮夏戀嘉年華巨星演唱會-你我的情歌演唱會(陶喆、楊丞琳、張芸京等.....) - 鎮瀾宮起駕晚會 - 野孩子瘋年祭慈善音樂會 - 康熙盛典－杭州站 - PAXMUSICA 2009 亞洲音樂祭典 |
| 2010年 | - 「台北最HIGH新年城」跨年晚會 - 臺中市跨年晚會 「2 in one台中更棒」 - 花蓮夏戀嘉年華巨星演唱會-第二夜(羅志祥、戴愛玲) - 大甲鎮瀾宮紀念媽祖誕辰1050周年演唱會 - 富樂遊仙·唱響愛群星演唱會 - 德霖技術學院，校園演唱會 - 永和中秋節慶晚會 - 夾江陶瓷文藝晚會 - 夏戀嘉年華 - 風尚匯東·潮流音樂盛典-2010天王天后演唱會 (南寧站) - 深圳卫视跨年音乐季—先声夺人（上海站） - 高雄義大 跨年演唱會（羅志祥、蔡依林...等） - 台北101 跨年演唱會（五月天、蕭敬騰...等） |
| 2011年 | - 新竹交通大學迎新演唱會 - 2011鄭州天王天后演唱會 - 雲林科技大學，校園演唱會 - 南開科技大學迎新演唱會 - 台灣板橋第一運動場《音樂飆榜》萬人演唱會 - 長榮20th感恩百分百巨星演唱會 - 心High起義守歲狂歡100跨年晚會 - 新北市歡樂耶誕城巨星演唱會 |
| 2012年 | - 2012南亞之門大型群星演唱會昆明站（周杰倫、潘瑋柏、田馥甄等） - 萬能科技大學，校園演唱會 - 台北科技大學，校園演唱會 - 明新科技大學，校園演唱會 - 真理大學，校園演唱會 - 德霖技術學院，校園演唱會 - 文化大學，校園演唱會 - 義大超級亞洲音樂節 - 新北市歡樂耶誕城 - 義起守住歡樂跨年晚會 |
| 2013年 | - 心和平之夜音樂會 - Hit FM [這夏樂翻了-Summer Party]演唱會 - 中原大學，校園演唱會 - 修平科技大學，校園演唱會 - 樹德科技大學，校園演唱會 - 清華大學，校園演唱會 - 中山醫學大學，校慶演唱會 - 王后駕到群星演唱會（羅志祥、蕭亞軒、A-Lin等） - 新竹市跨年晚會 - 臺北最HIGH新年城跨年晚會 |
| 2014年 | - 輔仁大學，校園演唱會 - 環保感恩演唱會 - 寵i無限音樂派對 - 真愛高雄、幸福啟航感恩祈福音樂會 - 環雲聚虎三校聯合晚會 - 新竹縣跨年演唱會 |
| 2015年 | - vivo&MTV享樂派北京演唱會 - 旺旺集團尾牙 - 第三屆音悅V榜年度盛典 - 江西梦之路群星演唱会 |
| 2016年 | - 海航集团MTV光荣梦想演唱会 - 新加坡「Rock On」跨年演唱會 |
| 2017年 | - 鴻海集團尾牙 - 蘇州樂園第二十一屆啤酒節 - 愛尚藍妹演唱會 - 汕頭站 |
| 2018年 | - 捷豹科技尾牙 |
| 2019年 | - 中興大學，校慶演唱會 - 淡江大學，淡江耶誕城 - 建國中學，校慶舞會 |
| 2020年 | - Shining！嗨玩台中2020跨年狂歡夜 - 2020台北最high新年城 |

### 合辦演唱會
| 年份   | 合辦演唱會                      |
| ------ | ------------------------------- |
| 2006年 | - Rainie & Show拉斯維加斯演唱會 |
| 2007年 | - Rainie & Show雪梨演唱會       |

### 嘉賓演出
| 年份   | 擔任嘉賓                                                                                            |
| ------ | --------------------------------------------------------------------------------------------------- |
| 2003年 | - 上海服裝文化節                                                                                    |
| 2005年 | - 羅志祥《愛的力量》慈善演唱會                                                                      |
| 2006年 | - 蔡依林《唯舞獨尊》演唱會－香港站 - 羅志祥《SpeShow》演唱會                                        |
| 2007年 | - 王力宏《我們的歌》慶功演唱會 - 羅志祥《一支獨Show》演唱會－台北站、新加坡站                       |
| 2008年 | - 朱孝天 《2008 Getting Real》日本演唱會 - 羅志祥《一支獨Show》演唱會－香港站                       |
| 2009年 | - 羅志祥《一支獨Show》演唱會－澳門站 - 羅志祥《一支獨Show》感恩節演唱會－紐約站                     |
| 2010年 | - 王若琳 《大人故事書》亞洲巡迴演唱會－台北站 - 羅志祥 《舞法舞天》世界巡迴演唱會－香港站           |
| 2011年 | - 羅志祥 《舞法舞天之一萬零一夜》世界巡迴演唱會－香港站                                             |
| 2012年 | - 羅志祥 《有我在》台中慶功演唱會                                                                   |
| 2015年 | - 林俊傑 《時線Time Line》世界巡迴演唱會－重慶站 - 潘瑋柏 《伊殿園 王者歸來》世界巡迴演唱會－台北站 |
| 2017年 | - 李榮浩 《有理想》世界巡迴演唱會－台北站                                                           |

## 書籍作品
| 發行          | 書名                  | 合作明星                     | ISBN               |
| ------------- | --------------------- | ---------------------------- | ------------------ |
| 2007年3月8日  | 《我愛大明星—驚嘆號》 | 與蔡依林、羅志祥、黃立行合著 | ISBN 9789861361215 |
| 2008年4月25日 | 《Fun Fun馬後炮》     | 與網路作家彎彎合著           | ISBN 9789861332437 |